# Heavy in Your Arms
"Heavy in Your Arms" to utwór indierockowej brytyjskiej grupy Florence and the Machine pochodzący z reedycji ich pierwszego albumu studyjnego zatytułowanej Between Two Lungs. Tekst piosenki został stworzony przez Florence Welch i Paula Epwortha, który także zajął się jego produkcją. 15 października 2010 roku utwór został wydany przez wytwórnię Island Records jako singel promujący film Saga „Zmierzch”: Zaćmienie, gdzie w filmie został wykorzystany podczas napisów końcowych. Pojawił się także na oficjalnej ścieżce dźwiękowej do tego filmu. Singel nie zdobył takiego sukcesu komercyjnego jak poprzednie single grupy i był notowany na 53. pozycji w Wielkiej Brytanii. Do singla nakręcono także teledysk, którego reżyserią zajęli się Tom Beard i Tabitha Denholm. W 2012 roku amerykańska piosenkarka Kelly Clarkson wykonywała cover tego utworu na swojej trasie koncertowej Stronger Tour.

## Listy przebojów
| Lista (2010)                      | Najwyższa pozycja |
| --------------------------------- | ----------------- |
| Wielka Brytania (Singles Top 100) | 53                |